# Onthophagus nigriobscurior
Onthophagus nigriobscurior es una especie de insecto del género Onthophagus, familia Scarabaeidae, orden Coleoptera.

## Historia
Fue descrita científicamente por Ochi, Kon & Tsubaki en 2009.